# Slovenski gledališki muzej
Slovenski gledališki muzej (SGM) je bil ustanovljen 29. novembra 1952 in ima status institucije nacionalnega pomena. Vlada RS  ga je 28. februarja 2014 preoblikovala v Slovenski gledališki inštitut (SLOGI), ki je pravni naslednik muzeja - muzej je s sklepom vlade postal sestavni del inštituta. Slednji se ob zbiranju, hranjenju, dokumentiranju, strokovni obdelavi in prezentiranju gradiva, pomembnega za zgodovino slovenskega gledališča in za slovensko kulturno dediščino sploh, posveča tudi raziskovalni dejavnosti in promociji slovenskega gledališča. SLOGI opravlja svoje poslanstvo tudi na področju varovanja premične kulturne dediščine, povezane s področjem uprizoritvenih umetnosti. 
Ob 100. obletnici ustanovitve Dramatičnega društva (1967) so v SGM izdali Repertoar slovenskih gledališč 1867-1967 - od takrat izhaja vsako leto, od leta 1992 z naslovom Slovenski gledališki letopis. V interaktivni obliki je dosegljiv na spletnem portalu sigledal.org Arhivirano 2014-10-07 na Wayback Machine.. Vsebuje podatke o vseh uprizoritvah slovenskih poklicnih in polpoklicnih gledališč ter projektih neinstitucionalnih gledališč.
SLOGI se nahaja na Mestnem trgu 17 (med magistratom in Šuštarskim mostom) v Ljubljani; na tem naslovu je nekaj let prebival tudi France Prešeren. Ob knjižnici, ki deluje v okviru inštituta in vsebuje referenčni strokovni material s področja slovenske in svetovne zgodovine gledališča in dramatike, v Slovenskem gledališkem inštitutu delujejo še oddelki: Arhiv rokopisov in člankov, Ikonoteka, Video arhiv in Zvočni arhiv. Vodje posameznih oddelkov skrbijo za redni dotok gradiva (zbirke časopisne, video in zvočne  dokumentacije, fotografij, gledaliških listov, knjig, kostumov, letakov, pisem, plakatov, rokopisov, scenskih maket, periodike, scenskih in kostumskih osnutkov ter drugega muzejskega gradiva).
V inštitutu je na ogled stalna razstava Hoja za gledALiščem - Od jezuitov do Cankarja.